# 346150 Nanyi
346150 Nanyi è un asteroide della fascia principale. Scoperto nel 2007, presenta un'orbita caratterizzata da un semiasse maggiore pari a 3,0206807 au e da un'eccentricità di 0,1131723, inclinata di 11,34688° rispetto all'eclittica.